# Роман (Њамц)
Роман (рум. Roman) град је у Румунији, у североисточном делу земље, у историјској покрајини Молдавија. Роман је други по важности град у округу Њамц.
Роман према последњем попису из 2002. године има 71.307 становника.

## Географија
Град Роман налази се у средишњем делу Румунске Молдавије. Град је смештен на ушћу реке Сирет и реке Молдове. Од седишта округа, града Пјатра Њамц, Роман је удаљен 46 km.

## Становништво
У односу на попис из 2002, број становника на попису из 2011. се смањио.
| 1966.  | 1977.  | 1992.  | 2002.  | 2011.  |
| ------ | ------ | ------ | ------ | ------ |
| 39.012 | 51.132 | 80.328 | 69.483 | 50.713 |

Матични Румуни чине огромну већину градског становништва Роман, а од мањина присутни су само Роми. Пре Другог светског рата Јевреји су чинили значајан део градског становништва.